# Beylicato de Eretna
El beylicato de Eretna (en turco: Eretna Beyliği) fue uno de los beylicatos de Anatolia que ocupó el centro y el este de la península de Anatolia durante buena parte del siglo XIV. Sus gentes reciben el nombre de eretnas (en turco: Eretnaoğulları). El estado fue fundado por Eretna, oficial mongol de origen uigur al servicio de Timurtás Coban.
Los sucesores de Eretna fueron más débiles que éste. Durante sus gobiernos distintos jefes locales se rebelaron. Además fueron sucesivamente perdiendo territorios al oeste a causa del avance otomano y en manos del beylicato de Karaman, y por el este debido a las conquistas de los turcomanos de la oveja blanca. En 1380 el último bey de Eretna fue asesinado y un antiguo visir se proclamó a sí mismo sultán de Eretna.

## Beyes
El soberano recibía el título de bey. Hubo 5 beyes:
1. Eretna (Eretna b Jafar, Ala al-Din)
2. Mohamed I (Muhammad I)
3. Ali
4. Mohamed II Chelebi (Muhammad II Chelebi)
5. Kadi Burhan al-Din